# Cacatua gang-gang
La cacatua gang-gang (Callocephalon fimbriatum) és una espècie d'ocell de la família dels cacatuids (Cacatuidae) i única espècie del gènere Callocephalon (Lesson, R, 1837). Habita zones boscoses d'Austràlia sud-oriental, a Nova Gal·les del Sud, Victòria i sud-est d'Austràlia Meridional.